# اچ‌دی ۲۳۱۲۷
اچ‌دی ۲۳۱۲۷ یک ستاره است که در صورت فلکی تاربست قرار دارد.